# Matonia
Matonia is een geslacht van twee soorten varens uit de familie Matoniaceae.
Het geslacht wordt gekenmerkt door palmachtig samengestelde bladen.

## Naamgeving en etymologie
- Synoniem: Prionopteris Wall. (1828)

De botanische naam Matonia is een eerbetoon aan William George Maton (1774-1835), voormalig vicevoorzitter van de Linnean Society of London.

## Soortenlijst
Het geslacht telt twee soorten:
- Matonia foxworthyi Copel. (1909)
- Matonia pectinata R. Br. (1829)

Geslacht: Konijnenburgia †

Soorten: K. alata · K. bohemica · K. galleyi · K. latifolia

Geslacht: Matonia

Soorten: M. foxworthyi · M. pectinata

Geslacht: Nathorstia †

Soort: N. angustifolia · N. fascia 

Geslacht: Phanerosorus

Soorten: P. major · P. sarmentosus 

Geslacht: Phlebopteris †

Soorten: P. angustiloba · P. braunii · P. elegans · P. hirsuta · P. polypodioides · P. smithii